# Orcovita miruku
Orcovita miruku is een krabbensoort uit de familie van de Varunidae. De wetenschappelijke naam van de soort is voor het eerst geldig gepubliceerd in 2006 door Naruse & Tamura.